# Mistrzostwa Europy w Short Tracku 2013
17. Mistrzostwa Europy w short tracku odbyły się w dniach 18-20 stycznia 2013 roku w Malmö (Szwecja).

## Reprezentacja Polski

### kobiety
- Patrycja Maliszewska – 3. (500 m), 10. (1000 m), 11. (1500 m), 6. (3000 m)
- Natalia Maliszewska – 16. (500 m), 23. (1000 m), 24. (1500 m)

### mężczyźni
- Bartosz Konopko – 5. (500 m), 13. (1000 m), 12. (1500 m), 6. (3000 m)
- Adam Filipowicz – 19. (500 m), 27. (1000 m), 26. (1500 m),

## Klasyfikacja medalowa
| Lp. | Kraj            | Złoto | Srebro | Brąz | Razem |
| 1   | Holandia        | 5     | 7      | 2    | 14    |
| 2   | Włochy          | 3     | 2      | 1    | 6     |
| 3   | Rosja           | 2     | 1      | 4    | 7     |
| 4   | Wielka Brytania | 2     | 1      | 0    | 3     |
| 5   | Niemcy          | 0     | 1      | 0    | 1     |
| 6   | Węgry           | 0     | 0      | 2    | 2     |
| 6   | Polska          | 0     | 0      | 2    | 2     |

## Medaliści
| Konkurencja | Złoto                                                                                | Srebro                                                                           | Brąz                                                                           |
| Mężczyźni   |                                                                                      |                                                                                  |                                                                                |
| 500 metrów  | Władimir Grigorjew · Rosja                                                           | Sjinkie Knegt · Holandia                                                         | Wiktor An · Rosja                                                              |
| 1000 metrów | Freek van der Wart · Holandia                                                        | Wiktor An · Rosja                                                                | Siemion Jelistratow · Rosja                                                    |
| 1500 metrów | Sjinkie Knegt · Holandia                                                             | Niels Kerstholt · Holandia                                                       | Yuri Confortola · Włochy                                                       |
| 3000 metrów | Freek van der Wart · Holandia                                                        | Sjinkie Knegt · Holandia                                                         | Siemion Jelistratow · Rosja                                                    |
| Wielobój    | Freek van der Wart · Holandia                                                        | Sjinkie Knegt · Holandia                                                         | Władimir Grigorjew · Rosja                                                     |
| Sztafeta    | Rosja · Jewgenij Kozoelin · Wiktor An · Siemion Jelistratow · Władimir Grigorjew     | Holandia · Sjinkie Knegt · Freek van der Wart · Daan Breeuwsma · Niels Kerstholt | Węgry · Viktor Knoch · Bence Beres · Shaolin Sándor Liu · Csaba Burján         |
| Kobiety     |                                                                                      |                                                                                  |                                                                                |
| 500 metrów  | Arianna Fontana · Włochy                                                             | Jorien ter Mors · Holandia                                                       | Patrycja Maliszewska · Polska                                                  |
| 1000 metrów | Elise Christie · Wielka Brytania                                                     | Arianna Fontana · Włochy                                                         | Jorien ter Mors · Holandia                                                     |
| 1500 metrów | Elise Christie · Wielka Brytania                                                     | Arianna Fontana · Włochy                                                         | Charlotte Gilmartin · Wielka Brytania                                          |
| 3000 metrów | Arianna Fontana · Włochy                                                             | Jorien ter Mors · Holandia                                                       | Bernadett Heidum · Węgry                                                       |
| Wielobój    | Arianna Fontana · Włochy                                                             | Elise Christie · Wielka Brytania                                                 | Jorien ter Mors · Holandia                                                     |
| Sztafeta    | Holandia · Lara van Ruijven · Jorien ter Mors · Sanne van Kerkhof · Yara van Kerkhof | Niemcy · Tina Grassow · Christin Priebst · Julia Riedel · Bianca Walter          | Polska · Natalia Maliszewska · Patrycja Maliszewska · Aida Bella · Paula Bzura |